# Pavanaduta
 (février 2015).
Si vous disposez d'ouvrages ou d'articles de référence ou si vous connaissez des sites web de qualité traitant du thème abordé ici, merci de compléter l'article en donnant les références utiles à sa vérifiabilité et en les liant à la section « Notes et références ».

Le Pavanadūta (en sanskrit : पवनदूत), ou « Vent messager », est un poème de messager composé par Dhoyin (ou Dhoyī), un poète de la cour du roi Lakshmana Sena, qui régnait sur Gaur, au Bengale, dans la dernière partie du XIIe siècle. Il s'agit probablement du plus ancien exemple parvenu jusqu'à nous des nombreux poèmes de messager composés en imitation du  Meghadūta (ou Nuage Messager) de Kālidāsa. Il raconte l'histoire de Kuvalayavatī, une jeune fille gandharva vivant dans le sud qui tombe amoureuse du roi Lakshmana lorsqu'elle le voit au cours de son tour du monde victorieux. Elle demande au vent du sud de transmettre un message au roi à sa cour.
Le thème, comme celui de tous les poèmes de messager, est le « vihara », l'amour dans la séparation. Bien que Dhoyin consacre 48 des 104 stances du Pavanadūta à la description du trajet du vent depuis la montagne de santal (dans le Tamil Nadu actuel) jusqu'au palais du roi Lakshmana au Bengale, il en consacre aussi 38 au message lui-même, dans lequel sont décrits en détail l'état languissant de Kuvalayavatī et les merveilleuses qualités du roi.